# Студенець (Разградська область)
Студене́ць (болг. Студенец) — село в Разградській області Болгарії. Входить до складу общини Лозниця.

## Населення
За даними перепису населення 2011 року у селі проживали 382 особи.
Національний склад населення села:
| Національність   | Кількість осіб | Відсоток |
| ---------------- | -------------- | -------- |
| болгари          | 210            | 75,5%    |
| турки            | 52             | 18,7%    |
| цигани           | 10             | 3,6%     |
| інша             | 0              | 0%       |
| не визначились   | 6              | 2,2%     |
| Всього відповіли | 278            |          |

Розподіл населення за віком у 2011 році:
Динаміка населення: